# Никоново (озеро, Карелия)
Никоново — озеро на территории Крошнозерского сельского поселения Пряжинского района Республики Карелия.

## Общие сведения
Площадь озера — 1,8 км². Располагается на высоте 160,6 метров над уровнем моря.
Форма озера лопастная. Берега сильно изрезанные, каменисто-песчаные.
Из озера вытекает безымянный ручей, впадающий в Топозеро, откуда берёт начало река Топозерка, которая, протекая озеро Нурдасъярви, впадает в Матчозеро, откуда уже вытекает река Меллич, впадающая в Сигозеро, откуда вытекает протока, впадающая в Утозеро, являющееся истоком реки Олонки.
В озере более двух десятков островов различной площади, однако их количество может варьироваться в зависимости от уровня воды.
Населённые пункты возле озера отсутствуют. Ближайший — деревня Каскеснаволок — расположен в 4 км к юго-западу от озера.
Код объекта в государственном водном реестре — 01040300211102000014763.